# Majra Muchamiedkyzy
Majra Muchamiedkyzy, oryg. Майра Мухамедкызы, pseudonim artystyczny Maira Kerey (ur. 5 września 1965 w Yining, Chiny) – chińska i kazachska śpiewaczka operowa (sopran).

## Życiorys
Urodziła i wychowała się w Chinach, dokąd jej dziadkowie wyemigrowali w latach 30. XX wieku, uciekając przed uciskiem władz radzieckich. Oboje rodzice byli muzykalni. Ojciec, znany w Chinach kompozytor i zbieracz kazachskich pieśni ludowych, i matka, śpiewaczka, Ludowy Artysta ChRL, nauczyli ją grać na fortepianie i śpiewać oraz zapisali do miejscowej szkoły muzycznej. Ojciec marzył, by została śpiewaczką operową i wróciła do kraju. W 1987 ukończyła studia na Wydziale Muzycznym Centralnego Uniwersytetu Narodów Chin, a następnie w konserwatorium w Pekinie (klasa prof. Guo Shuzhena). Od 1987 koncertowała w całym kraju, brała udział w ogólnochińskich konkursach wokalistów „Złoty Smok”, które wygrała czterokrotnie. Sześć lat wykładała na uniwersytecie. Opera Pekińska wystawiała tylko dwa przedstawienia europejskich oper rocznie, co nie dawało żadnych perspektyw rozwoju. W 1991 roku Majra pojechała wraz z mężem Aksanem do Moskwy na przesłuchanie w Konserwatorium Moskiewskim, gdzie od razu zaproponowano je asystenturę. Po powrocie do Chin nie mogła już jednak ponownie wyjechać. Dopiero w 1994 roku ponownie przyjechała do Moskwy wraz z grupą solistów na Międzynarodowy Konkurs Muzyczny im. Piotra Czajkowskiego. Z Rosji uciekła do swojej pierwotnej ojczyzny Kazachstanu. Kazachskie obywatelstwo otrzymała dopiero po dwóch latach po spotkaniu z prezydentem Kazachstanu Nursułtanem Nazarbajewem i przewodniczącym Chińskiej Republiki Ludowej Jiang Zeminem. Wtedy mogła sprowadzić do Kazachstanu całą rodzinę.
W latach 1994–1996 odbywała staż w Kazachskim Konserwatorium Narodowym im. Kurmangazy u prof. Nadii Szapirowej. Od 1996 roku solistka w Kazachskim Państwowym Akademickim Teatrze Opery i Baletu.
W 1997 roku otrzymała zaproszenie na międzynarodowych konkurs w Portugalii. Z braku sponsorów pojechała tam z biletem w jedną stronę zakupionym przez dyrektora jej teatru. Wygrała z 66 konkurentami z 17 państw. Główna nagroda (10000 USD) pozwoliła jej wrócić do domu.
W 1998 roku zajęła 3 miejsce w Międzynarodowym Konkursie Muzycznym im. Piotra Czajkowskiego w Moskwie, zostając pierwszą laureatką z Kazachstanu, za co później otrzymała tytuł Zasłużonej Artystki Kazachstanu.
W 2002 roku francuski impresario po przesłuchaniu jej pierwszej płyty Сoloratura arias zaproponował jej dwuletni kontrakt w Opéra Garnier w Paryżu. Już we Francji przyjęła pseudonim artystyczny Maira Kerey pochodzący od nazwiska rodowego matki. Debiutowała w operze Giacomo Pucciniego Cyganeria.